# WCW Nitro Grill
WCW Nitro Grill fue un restaurante steakhouse temático de la World Championship Wrestling que fue inaugurado en mayo de 1999, en el Excalibur Hotel and Casino. El costo de su construcción fue de US$ 2 millones. Los luchadores frecuentaban el restaurante cuando se encontraban de gira en Las Vegas. Dentro del restaurante, se organizaban fiestas para ver los capítulos de WCW Nitro y WCW Thunder, como ocasionalmente concurrían a este miembros del roster de WCW a realizar firmas de autógrafos.
El comedor contaba con 16 000 pies cuadrados, pudiendo albergar a 350 personas.
Luego de su apertura, existían planes de abrir diferentes Nitro Grill en otras ciudades de Estados Unidos, más dichos planes no se llevaron a cabo, no levándose a cabo anuncios sobre nuevas sedes.
El restaurante cerró el 30 de septiembre de 2000, sólo seis meses antes de la mayoría de las propiedades y marcas de la WCW fueran vendidas a la World Wrestling Federation en 2001.